# Stanisław Saks
Pour les articles homonymes, voir Saks.
Stanisław Saks (né à Kalisz dans le royaume de Pologne le 30 décembre 1897 - mort à Varsovie en Pologne le 23 novembre 1942 ) est un mathématicien polonais et directeur d'études, connu principalement pour sa participation au cercle du Café écossais, une monographie sur la théorie de l'intégration, son travail sur la théorie de la mesure et le 
théorème de Vitali-Hahn-Saks (en).

## Biographie
En 1915, il obtint son diplôme du secondaire et rejoignit l'université de Varsovie qui venait d'être rouverte. Il reçut son doctorat en 1922 avec la mention summa cum laude. Peu de temps après, il passa son habilitation à diriger des recherches et perçut une bourse d'études qui lui permit de voyager aux États-Unis. C'est durant cette période qu'il commença à publier des articles dans plusieurs journaux de mathématiques, principalement les Fundamenta Mathematicae.
Il participa aux insurrections de Silésie et il fut récompensé par plusieurs médailles pour sa bravoure. À la fin de l'insurrection, il retourna à Varsovie pour reprendre sa carrière universitaire. Il fut membre de l'école mathématique de Lwów.
Il étudia principalement la théorie des fonctions. En 1930, il publia son livre le plus connu, le Zarys teorii całki qui fut traduit en plusieurs langues dont le français (Théorie de l'intégrale).
Il fut un socialiste actif et journaliste au quotidien Robotnik (pl). Saks écrivit en 1933 avec Antoni Zygmund, Fonctions analytiques.
Après le début de la Seconde Guerre mondiale et l'occupation de la Pologne par les nazis, Saks rejoignit la résistance polonaise. Arrêté en novembre 1942, il fut exécuté le 23 novembre par la Gestapo à Varsovie.

## Référence
1. ↑  Texte sur EUDM